# Nowa Wieś (powiat biłgorajski)
Nowa Wieś – wieś w Polsce położona w województwie lubelskim, w powiecie biłgorajskim, w gminie Turobin.
W latach 1975–1998 miejscowość należała administracyjnie do województwa zamojskiego.
Wieś jest sołectwem w gminie Turobin. Według Narodowego Spisu Powszechnego z roku 2011 wieś liczyła 228  mieszkańców i była trzynastą co do liczby ludności miejscowością gminy.